# منهجية أنظمة ناعمة
منهجية الأنظمة الناعمة (إس إس إم) طريقة لنمذجة العمليات التنظيمية، ويمكن استخدامها لكل من حل المسائل العامة وفي إدارة التغيير. طورت في إنجلترا من قبل باحثين أكاديميين في قسم الأنظمة في جامعة لانكاستر عن طريق برنامج بحث إجرائي مدته عشرة أعوام.

## نظرة عامة
طورت المنهجية عن طرق سابقة لهندسة الأنظمة، وكان لبيتر تشيكلاند وزملائه من أمثال برايان ولسون دور أساسي في ذلك. الاستخدام الرئيسي لمنهجية الأنظمة الناعمة تحليل الحالات المعقدة حيث توجد آراء مختلفة عن تعريف المسالة أو المشكلة. هذه المحالات هي «مسائل ناعمة» من أمثال: كيفية تحسين إجراءات الخدمات الصحية؟ كيفية إدارة تخطيط الكوارث؟ متى يجب تحويل المعتدين المضطربين عقليًّا عن الحصانة؟ ما الذي يجب فعله تجاه التشرد بين الأشخاص اليافعين؟
في هكذا حالات، حتى المسألة الفعلية التي يجب مواجهتها قد لا تكون متفقًا عليها بسهولة. للتدخل في هكذا حالات تستخدم منهجية الأنظمة الناعمة فكرة «النظام» كأداة تحقيقية تتيح إمكانية المناظرة بين الأطراف المعنية. تتكون المنهجية في شكلها «الكلاسيكي» من سبع خطوات، يقود فيها التقدير الأولي لموقف المسألة إلى نمذجة عدة أنظمة نشاطات إنسانية يمكن أن يُعتقد أنها تتعلق بموقف المسألة. عن طريق النقاشات واستكشاف هذه الأنظمة، يصل صانعو القرار إلى تسويات (أو، في حالات استثنائية، إلى إجماع) بشأن نوعية التغييرات التي قد تكون مجدية ومرغوبة منهجيًّا في الحالة المدروسة. تعطي التفسيرات اللاحقة للأفكار وجهة نظر أكثر تقدمًا لهذه الطريقة المنهجية وتعطي تركيزًا أكبر على تموضع المنهجية فيما يخص دعاماتها الفلسفية التي تقوم عليها. الرؤية الكلاسيكية السابقة هي الأكثر استخدامًا على أرض الواقع.
هناك عدة مئات من الأمثلة الموثقة عن الاستخدام الناجح لمنهجية الأنظمة الناعمة في العديد من المجالات التي تتراوح من علوم البيئة إلى التجارة حتى اللوجستيات العسكرية. تبنتها العديد من المنظمات ودمجت مع طرائق أخرى، فمثلًا: في تسعينيات القرن العشرين، كانت هي أداة التخطيط الموصى بها لمنهجية تطوير الأنظمة الخاصة بالحكومة البريطانية (طريقة تحليل الأنظمة البنيوية وتصميمها - إس إس إيه دي إم).
قادت القابلية العامة لتطبيق المنهجية إلى بعض الانتقادات الموجهة لها على أنها وظيفية، وغير تحررية، أو أنها تدعم الوضع القائم وهياكل القوى الموجودة؛ هذا ادعاء ينكره المستخدمون، مجادلين بأن المنهجية بحد ذاتها لا يمكن أن تتصف بأي من هذه الصفات، بل مستخدم المنهجية هو الملام إذا اختار تطبيقها بهذا الشكل.
وصفت المنهجية في عدة كتب والعديد من المقالات الأكاديمية.
تبقى منهجية الأنظمة الناعمة أكثر تطبيق عملي لنظرية الأنظمة استخدامًا، وقد استخدمت الطرائق الأخرى في الأنظمة، كالتفكير النقدي للأنظمة، العديد من أفكارها.

## نظام النشاط البشري
يمكن تعريف نظام النشاط البشري بأنه: «نظام تجريدي (أي لا يوجد بأي شكل ملموس) يمارس البشر فيه بعض النشاطات التي تحقق هدفًا ما» 